# Sanne Hans
Roos-Anne Hans (Dedemsvaart, 22 settembre 1984) è una cantante, cantautrice e chitarrista olandese.
Sanne Hans ha portato quattro dei suoi lavori con il gruppo Miss Montreal (I Am Hunter, Irrational, The Singles Collection e Don't Wake Me Up) nella top five della classifica olandese.

## Discografia
Album in studio
- 2009 - Miss Montreal
- 2010 - So... Anything Else?
- 2012 - I Am Hunter
- 2014 - Irrational
- 2016 - Don't Wake Me Up

EP
- 2015 - Onmeunig Sanne
- 2017 - Again

Demo
- 2013 - The Home Recordings

Raccolte
- 2015 - The Singles Collection
- 2015 - The Album Collection